# أندريسكوس
أندريسكوس (باليونانية: Ἀνδρίσκος) هو أمير مقدوني زعم أنه ابن بيرسيوس المقدوني آخر ملوك مملكة مقدونيا القديمة وتولى العرش بين عامي 149 – 148 قبل الميلاد. تمكن أندريسكوس في البداية من جمع أتباع له وطلب مساعدة ديمتريوس ملك سوريا الذي سلمه للرومان، لكن أندريسكوس استطاع الهرب وظهر مع جماعة من الثراقيين وأصبح الملك بعد أن هزم البريتور بوبليوس يوفنتيوس عام 149 ق م، لكن موقفه أصبح صعبا بعد احتلاله لإقليم ثيساليا ومحالفته لدولة قرطاج. وفي النهاية هزم من قبل كايكيليوس ميتيلوس عام 148 ق م والذي أخذ لقب ماكيدونيوس بعد انتصاره في هذه الحرب والتي كانت رابع الحروب بين روما ومقدونيا.
عهد أندريسكوس القصير كان واضحا فيه الابتزاز والقسوة، وأصبحت بعده مقدونيا إقليما رومانيا.